# Determinisme
 Der er for få eller ingen kildehenvisninger i denne artikel, hvilket er et problem. Du kan hjælpe ved at angive troværdige kilder til de påstande, som fremføres i artiklen.

Determinisme er betegnelsen for den metafysiske opfattelse, at hele verden, inklusive én selv og alle ens handlinger, er forudbestemte til at ske på en bestemt måde. Dette er dog betinget af forskellige faktorer såsom biologisk arv og miljø samt andre karakteristika for objekter. Individet har altså ingen fri vilje. Selv om determinisme ofte anskues som modsætningen til fri vilje, har filosoffer argumenteret for, at disse begreber er kompatible (forenelige).
Teorien hæftes i dag ofte sammen med argumentationen for, at denne determination er fysisk, snarere end teologisk. Det er altså ikke Gud eller nornerne, der har bestemt de store eller små linjer i ens liv; det er fysiske love, der bestemmer hver enkelt detalje. Det skal bemærkes, at det ifølge fysikkens kvantemekanik er det uafklaret, om universet er deterministisk. Videnskaben har f.eks. ikke en omhyggelig definition af kvantemekanisk måling, og dette problem ligger til grund for kvantemekanikfortolkninger - og der er i dag (2015) ikke konsensus om kvantemekanisk måling.
Herudover bygger videnskaben og matematikken på grundantagelser (aksiomer), der antages at være sande, og som ligger til grund for et større system af sætninger. Ydermere gælder der indenfor naturvidenskaben, at der kun kan føres dokumentation for, at en videnskabelig hypotese eller teori ikke er korrekt. Det betyder at det pt. (år 2021) ikke kan bevises eller modbevises om universet er deterministisk.
At se determinismen i en fysisk kontekst (naturdeterminisme) er dog mest en tendens i nyere tid, hvorimod man tidligere i historien snarere kunne opfatte verden ifølge forskellige former for religiøs determinisme. Det er dog tydeligt, at mennesket altid har haft en tendens til at tolke verden som udtryk for et årsag/virkning-forhold, eller en form for nødvendighed.

## Former for determinisme

### Religiøs determinisme
Den religiøse determinisme gør de guddommelige magter ansvarlige for hvad der sker i verden. I antikkens Grækenland er Moira et eksempel på dette. Stoicismen havde også et deterministisk, men ikke fatalistisk, verdenssyn, hvor der blev understeget at mennesket stadig har  moralsk ansvar for deres handlinger.  Der har også været en del deterministiske træk ved kristendommen, da i og med, at Gud har almagt og er alvidende, hvilket giver sig i udtryk af hans forsyn, da vil han have forudset alle begivenheder i verden, og i en forstand også have determineret dem. Dog har mange markante tænkere indenfor kristendommen ment, at ideen om Guds almagt er forenelig med den frie vilje – f.eks. Thomas Aquinas – og de tager derved en position man kalder kompatibilisme. Men det er ikke alle der mener dette. Martin Luther kendes for kategorisk at have afvist, at mennesket skulle besidde en egentlig fri vilje, og skaber altså grobund for prædestinationslæren, hvor det enkelte menneskes frelse eller fortabelse allerede på forhånd er bestemt af Gud.

### Naturdeterminisme
Ingen fysikere kan undersøge, om universet er deterministisk, da fysikken per definition altid kun kan beskæftige sig med den empiriske del af universet, og ofte kun det der er kausalt bestemt. Således er de statistiske love indenfor kvantemekanikken netop også kun love for, hvor sandsynligt noget er og kan ikke omhandle tilfældigheden selv. Indtil fremkomsten af kvanteteorien troede mange dog, at universet også var beregnbart til mindste detalje, men det rykkede bl.a. Niels Bohr ved til Albert Einsteins "store skuffelse".
Det skal bemærkes, at selvom kvanteteorien ved bl.a. Niels Bohr mener at have udelukket, at der bagved kvantefænomenerne skulle være skjulte determinanter, dette er dog et metafysisk udsagn, som ikke kan fastslås eksperimentelt. Moderne Kaosteori peger mod at; "Det der nu ligger foran os er en beskrivelse der ligger et sted midt imellem de overleverede billeder på en deterministisk verden og en vilkårlig verden af ren tilfældighed".

### Politisk determinisme
I poltisk filosofi er determinisme en betegnelse for politiske ideologier, der stipulerer, at historiens gang er forudbestemt. Denne antagelse forekommer især indenfor marxistisk teori, hvor der gennem tiden er foregået et internt opgør om "den rette lære". Determinister hævder, at Karl Marx's begreb proletariatets diktatur betegner en samfundsudvikling, som er uundgåelig, mens den anden fløj indenfor marxismen hævder, at klassekampen er en dynamisk relation mellem kapitalister og arbejdere, hvis udfald ikke er forud bestemt.

### Biologisk determinisme
Biologisk determinisme beskæftiger sig med en udvikling af arter, der er deterministisk, uden at fysikken som helhed behøver at være det. Et eksempel på biologisk determinisme ville være påstanden om, at alle arter har mulighed for at opnå et intelligensstadie som menneskets, men at hver partikels bane i universet ikke derfor er forudbestemt. Biologisk determinisme er beslægtet med evolutionsteorien.

## Filosofisk diskussion

### Antinomi
Tanken om determinisme lader til at have antinomisk karakter. En antinomi er en tanke, hvor tesen er lige så logisk gyldig som antitesen, og dette er også tilfældet med determinismen. Determinismen kan antinomisk beskrives således:
Tesis: Summen af fænomener verden kan ikke udledes af den kausalitet alene, der reguleres af naturens love. Derfor er det nødvendigt at antage, at der må findes en anden kausalitet – en anden mulighed (se Kasualisme) – der er bestemt ved friheden til at forklare disse fænomener.
Bevis: Hvis enhver eksisterende kausalitet sker ifølge naturens love, og blive reguleret i forhold til disse, da vil enhver virkning være en følge af en årsag, men årsagen selv må også have en årsag, og derved selv være virkning af en forudgående årsag, og således fortsætter det i det uendelige. Alt sker således udelukkende i forhold til en underordnet begyndelse, men aldrig en første begyndelse. Dette kan dog ikke blive ved, da rækken aldrig vil være fuldstændig, hvilket er grunden til, at man må antage en anden form for kausalitet, før denne række af årsager og virkninger kan give mening. Denne kausalitet man må antage må altså, være en kausalitet der er årsag til at noget finder sted, en årsag til en virkning, men som ikke selv er en virkning af en forudgående årsag. Vi er altså nødt til at antage en transcendental frihed.
Antitesis: Synspunktet at evolutionen er styret af et sæt regler, der fra enhver særlig begyndelsestilstand vil generere en og kun en sekvens af fremtidige tilstande. Hvorved der så ikke findes nogen fri vilje.
Bevis: Hvis der fandtes en transcendental frihed, der var den første årsag til alle efterfølgende årsager og virkninger, da ville det være en spontan begyndelse af en række, hvilket synes ganske uforklarligt og ulogisk. Men enhver påbegyndelse af en handling forudsætter dog en tilstand, der rummer en årsag, som endnu ikke er blevet til handling. Ideen om den transcendentale frihed er med andre ord i modstrid med årsagsloven, som var den lov der brugtes til at bevise den i begyndelsen, da en dynamisk påbegyndelse af en handling forudsætter en tilstand, der ikke har nogen kausal sammenhæng med en forudgående tilstand. Når vi skal søge sammenhæng i verden, er der således ikke andet end naturens love.
Selve spørgsmålet om determinismen i forhold til den frie vilje er altså af antinomisk karakter, hvor den ene holdning virker lige så gyldig som den modsatte. Dette beskæftigede især filosoffen Immanuel Kant.